# Abraham (voornaam)
De jongensnaam Abraham verwijst naar de aartsvader Abraham (of Ibrahim). De naam is van Hebreeuwse oorsprong en betekent "vader van een menigte volkeren" (zoals uitgelegd in de Thora) of "de (goddelijke) vader is barmhartig". De oorspronkelijke vorm van de naam was Abram, wat betekent "de (goddelijke) vader is verheven".

## Varianten
De volgende namen (o.a.) zijn varianten of afgeleiden van Abraham:
- Abram, Avram, Awraham, Bram, Ebrahim, Ebrahima, Ephraïm, Ibrahim, Ibrahima

In het Nederlands taalgebied komt de variant Bram veel voor. Tussen 2001 en 2005 stond deze naam in de top 10 van de meest populaire namen voor baby's.
In het Engelse taalgebied wordt de naam Abraham soms verkort tot Abe (uitgesproken als /ˈeɪb/).

## Abraham in de Bijbel
Abraham is een van de aartsvaderen uit de Thora/Oude Testament.

## Heiligen
Verscheidene heiligen dragen de naam Abraham:
- Abraham van Arbela, bisschop van Arbela, martelaar (4e eeuw)
- Abraham van Armenië, priester uit Armenië, martelaar (5e eeuw)
- Abraham van Bulgarije, martelaar (13e eeuw)
- Abraham van Clermont, Syrisch-Franse stichter en abt van St-Cyr bij Clermont (5e eeuw)
- Abraham van Cyrrhus, Syrische kluizenaar en bisschop van Harran (5e eeuw)
- Abraham van Edessa, kluizenaar bij Edessa (4e eeuw)
- Abraham van Kratia, Syrische monnik (5e-6e eeuw)
- Abraham van Nethpra, christelijke monnik uit Assyrië (6e eeuw)
- Abraham van Rostov, christelijke monnik uit Rusland (11e eeuw)
- Abraham van Smolensk, christelijke monnik uit Rusland (12e-13e eeuw)

## Bekende naamdragers

### Abraham
- Abraham Jacob van der Aa, Nederlandse schrijver
- Abraham Asscher, Nederlandse diamantair en politicus
- Abraham Bloemaert, Nederlandse kunstschilder
- Abraham Bosse, Franse etser en schilder
- Abraham Bueno de Mesquita, Nederlandse komiek en acteur
- Abraham Albert Hijmans van den Bergh, Nederlandse arts
- Abraham van der Hulst, Nederlandse admiraal
- Abraham Jacobi, Duits-Amerikaanse kinderarts
- Abraham Z. Joffe, Israëlische mycoloog
- Abraham van Karnebeek, Nederlandse politicus
- Abraham Kuyper, Nederlandse politicus, theoloog en schrijver
- Abraham Lincoln, Amerikaanse president
- Abraham Maslow, Amerikaanse psycholoog
- Abraham de Moivre, Franse wiskundige
- Abraham Johannes Muste, Amerikaanse pacifist
- Abraham Olano, Spaanse wielrenner
- Abraham Ortelius, Vlaamse cartograaf en geograaf
- Abraham Peper, Nederlandse politicus
- Abraham de Pinto, Nederlands advocaat
- Abraham van Riebeeck, Nederlandse Gouverneur-Generaal van Nederlands-Indië
- Abraham Johannes de Smit van den Broecke, Nederlandse militair en politicus
- Abraham Tuschinski, Pools-Nederlandse bioscoopexploitant
- Abraham van den Kerckhoven, Vlaamse organist
- Abraham von Freising, Duitse bisschop
- Abraham Carel Wertheim, Nederlandse bankier en politicus
- Vader Abraham (Pierre Kartner), zanger en liedjesschrijver

### Abram
- Abram Hoffer, Canadese psychiater
- Abram de Swaan, Nederlandse socioloog

### Avram
- Avram Davidson, Amerikaanse redacteur
- Avram Grant, Israëlische voetbaltrainer
- Avram Hershko, Israëlische biochemicus, Nobelprijswinnaar
- Avram Iancu, Transsylvaans-Roemeense advocaat

### Bram
Zie Bram (voornaam).

### Ebrahima
- Ebrahima 'Ibou' Sawaneh, Gambiaans-Duits voetballer

### Ibrahim
- Ibrahim I, sultan van het Ottomaanse rijk van 1640 tot 1648
- Ibrahim Afellay, Nederlandse voetballer
- Ibrahim Ba, Franse voetballer
- Ibrahim Ferrer, Cubaanse zanger
- Ibrahim Gambari, Nigeriaanse politicoloog en diplomaat
- Ibrahim Jaafari, Iraakse politicus
- Ibrahim Pasja, Egyptische generaal
- Ibrahim Rugova, Kosovaars-Albanese schrijver en politicus